# Izland repülőtereinek listája

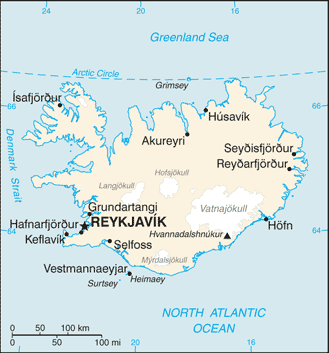
Izland térképe

Izland térképe nyilvános repülőterekkel

Izlandon a közúti közlekedés lassú és nehézkes, mert nincs autópálya a terepviszonyok miatt, és összesen csak egy nagy főút van az országban, amely körbevisz. Mivel vasút nincs, ezért más közlekedési formát kellett találniuk. Ennek tudható be, hogy 13 repülőtér található az országban.

## Repülőterek
A félkövérrel szedett repülőterek a nemzetközi repülőterek.
| Település            | ICAO | IATA | Repülőtér                      | Kifutópálya hossza (m) |
| -------------------- | ---- | ---- | ------------------------------ | ---------------------- |
| Akureyri             | BIAR | AEY  | Akureyri Airport               | 2400                   |
| Bíldudalur           | BIBD | BIU  | Bíldudalur Airport             | 1000                   |
| Egilsstaðir          | BIEG | EGS  | Egilsstaðir Airport            | 2000                   |
| Gjögur               | BIGJ | GJR  | Gjögur Airport                 | 960                    |
| Grímsey              | BIGR | GRY  | Grímsey Airport                | 1036                   |
| Höfn                 | BIHN | HFN  | Hornafjörður Airport           | 1500                   |
| Húsavík              | BIHU | HZK  | Húsavík Airport                | 1605                   |
| Ísafjörður           | BIIS | IFJ  | Ísafjörður Airport             | 1400                   |
| Keflavík             | BIKF | KEF  | Keflavík International Airport | 3065                   |
| Reykjavík            | BIRK | RKV  | Reykjavík Airport              | 1566                   |
| Þórshöfn (Thorshofn) | BITN | THO  | Þórshöfn Airport               | 1199                   |
| Vestmannaeyjar       | BIVM | VEY  | Vestmannaeyjar Airport         | 1199                   |
| Vopnafjörður         | BIVO | VPN  | Vopnafjörður Airport           | 885                    |

Nem szerepelnek a listán a korábbi katonai repülőterek és légibázisok, a Keflavik haditengerészeti légiállomás (ma Keflavik nemzetközi repülőtér). Szintén nincsenek felsorolva olyan kisebb repülőterek, mint a Sandskeið vitorlázórepülőtér.